# MDC United
Le MDC United est un club malawite de football basé à Kamuzu. 
Le MDC United était une équipe de football du Malawi qui a déjà évolué dans la Super League du Malawi, la catégorie de football la plus importante du pays. MDC United a déclaré faillite en 2004.

## Palmarès
- Championnat du Malawi (1)
  - Champion : 1988